# 3-グアニジノプロパン酸
3-グアニジノプロパン酸（英語: 3-guanidinopropanoic acid）は、サプリメントの一つ。別名、β-グアニジノプロピオン酸、β-GPAなど。
白色の結晶性粉末で水溶性（50 mg/ml-無色透明の水溶液）である。
動物（ラット、サル、ハムスター）を用いた研究では、β-GPAのような酸性グアニジン誘導体が、非インスリン依存性糖尿病の動物モデルにおいて高血糖を改善することが示されている。
3-グアニジノプロパン酸の経口バイオアベイラビリティは十分に確立されているが、基本的な摂取メカニズムについてはまだ研究されていない。